# Франческо I (великий герцог Тосканы)
Франческо I Медичи (итал. Francesco I de Medici; 25 марта 1541, Флоренция — 17 октября 1587, Поджо-а-Кайано) — великий герцог Тосканы с 1574 года.

## Биография
Родился во Флоренции, был старшим сыном Козимо I, великого герцога Тосканы и его жены Элеоноры Толедской. В 1564 году его отец сложил с себя власть и назначил Франческо регентом.
18 декабря 1565 года Франческо женился на Иоанне Австрийской, младшей дочери императора Фердинанда I. Их брак оказался несчастливым. Франческо игнорировал болезненную, меланхолическую Иоанну, к которой, вдобавок, с неприязнью относились подданные из-за её австрийского происхождения. За 12 лет брака Иоанна родила восьмерых детей и скончалась в возрасте 31 года.
Спустя три месяца после смерти жены, 5 июня 1578 года Франческо тайно обвенчался со своей давней любовницей Бьянкой Каппелло. 12 октября состоялось торжественное публичное бракосочетание. У них не было детей, но Франческо узаконил Виргинию, дочь Бьянки от первого брака, и сына Антонио (1576—1621). Бьянка вызывала ненависть у горожан и заслужила прозвище «Колдунья»; раздавались обвинения в том, что пара убила Иоанну Австрийскую.
Подобно своему отцу, Франческо часто был деспотичен; но в то время как Козимо поддерживал видимость независимости Флоренции, Франческо чаще выступал в роли вассала своего тестя, а затем шурина — императоров Священной Римской империи. Он повышал налоги, часть которых текла Габсбургам. Суровость мер делала его непопулярным в народе.
В 1587 году участвовал в королевских выборах в Речи Посполитой, однако победить не смог.
Франческо и Бьянка умерли в один день, 17 октября 1587 года во время встречи с братом и наследником Франческо, Фердинандо в загородном доме Поджо-а-Кайано. Современники говорили об отравлении, хотя доктора поставили диагноз малярия. Современные исследования показали, что оба были отравлены мышьяком. Останки Франческо упокоились в семейном склепе в базилике Сан-Лоренцо, место захоронения Бьянки неизвестно. Их внутренности, извлеченные при бальзамировании, были погребены отдельно — в церкви города Бонисталло, неподалёку от виллы, где наступила смерть.
Тосканский герцогский престол унаследовал брат Франческо — Фердинандо I, который является одним из первых подозреваемых в отравлении Франческо.

## Научные интересы
Франческо, как и все Медичи, покровительствовал искусствам — учредил Академию делла Круска с целью очищения итальянского языка и создания его грамматики и основал Театр Медичи. Но особенно его интересовали естественные науки, к которым он питал пылкую страсть. Он занимался химией и алхимией. В Палаццо Веккио он отвел под них особую комнату — Студиоло, где проводил множество часов. Это была личная лаборатория и одновременно кунсткамера, где были собраны различные курьезы, а также минералогические образцы. Интерес великого герцога к химии привел к основанию предприятия по производству фарфора и керамики — фарфор Медичи (впрочем, они расцвели лишь после его смерти).
Кроме того, с именем Франческо связано создание знаменитого музея Уффици — здания начали строить в качестве административных при его отце, а Франческо в 1575 году приказал удалить оттуда административные заведения и перенести в Уффици самые ценные предметы из семейной коллекции, разбросанной по дворцам и виллам.

## Дети
В первом браке имел потомство:
1. Элеонора (1566—1611), супруга Винченцо I Гонзага, мать будущей императрицы Элеаноры Гонзага,
2. Ромола (1568),
3. Анна (1569—1584),
4. Изабелла (1571—1572),
5. Лукреция (1572—1574),
6. Мария (1575—1642), королева Франции, супруга Генриха IV,
7. Филипп (1577—1582),
8. некрещеный ребёнок (1578).

Единственный сын Иоанны и Франческо, Филипп, умер в возрасте пяти лет, дочери также не отличались здоровьем, большинство из них умерло в младенчестве.
Во втором браке узаконил Антонио Медичи (1576—1621), своего сына от Бьянки, который по одной из версий не был их родным ребёнком.

## Награды
- — Орден Святого Стефана Папы и Мученика.
- — Орден Золотого руна.

## В искусстве
Большинство произведений, где фигурирует Франческо, связаны с его отношениями с Бьянкой Капелло (см. библиографию).